# La Cantera, Jerécuaro
La Cantera är en ort i Mexiko.   Den ligger i kommunen Jerécuaro och delstaten Guanajuato, i den centrala delen av landet, 170 km nordväst om huvudstaden Mexico City. La Cantera ligger 2 213 meter över havet och antalet invånare är 163.
Terrängen runt La Cantera är kuperad åt sydost, men åt nordväst är den platt. Runt La Cantera är det ganska tätbefolkat, med 54 invånare per kvadratkilometer. Närmaste större samhälle är Jerécuaro, 16,4 km söder om La Cantera. I omgivningarna runt La Cantera växer huvudsakligen savannskog.